# Préalpes vicentines
Pour les articles homonymes, voir Préalpes.
Les Préalpes vicentines sont un massif  des Préalpes orientales méridionales. Elles s'élèvent en Italie, à la limite entre le Trentin-Haut-Adige et la Vénétie, au nord de Vicence, d'où leur nom. Elles sont parfois appelées Préalpes vénètes, mais dans une extension géographique légèrement plus large.
Elles appartiennent à l'ensemble des Dolomites.
La Cima Dodici est le point culminant du massif.

## Géographie

### Situation
Le massif est entouré des montagnes autour du lac de Garde (Monte Baldo) à l'ouest, des Alpes de Fiemme au nord et du massif des Dolomites au nord-est.
Schématiquement, il est constitué d'un grand plateau principal, autour d'Asiago, le plateau des Sept-Communes (Altopiano dei sette comuni), dont les crêtes dominantes s'étalent d'est en ouest, dans la partie septentrionale au-dessus du Valsugana, et qui s'adoucit progressivement en direction du sud, ainsi que de quelques petits chaînons satellites (Carega / Lessini, Pasubio, etc.).
Il est bordé par l'Adige (val Lagarina) à l'ouest et la Brenta au nord et à l'est.

### Sommets principaux

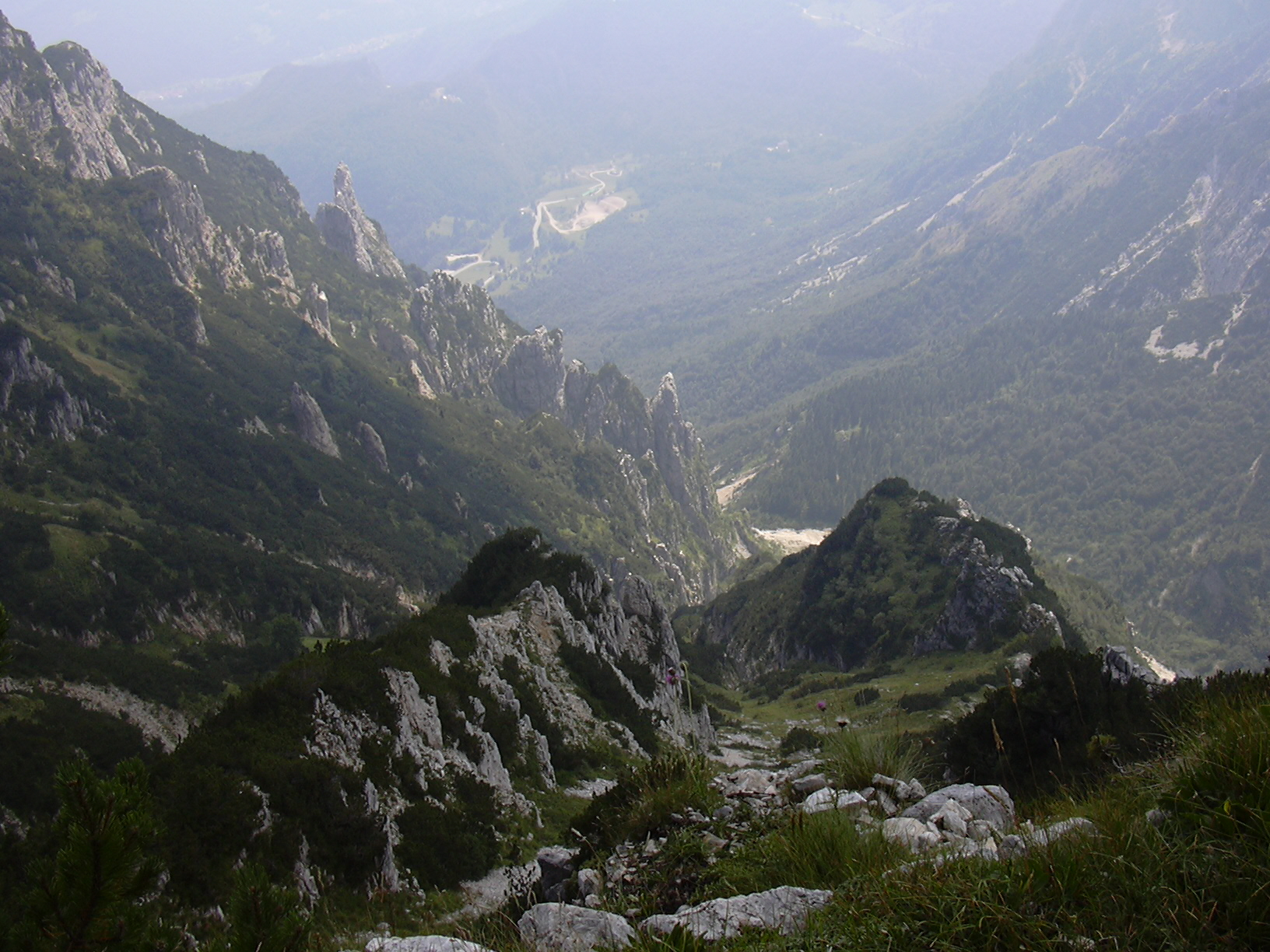
Vue depuis le chaînon du Pasubio.

- Cima Dodici, 2 336 m
- Cima Portule, 2 310 m
- Cima Carega, 2 259 m
- Cima Palon, 2 232 m
- Cima Posta, 2 215 m
- Cima del Cherlòng, 2 210 m
- Cima della Neve, 2 157 m
- Becco di Filadonna, 2 150 m
- Cima Mosca, 2 141 m
- Col Santo, 2 112 m
- Monte Ortigara, 2 106 m
- Cima Mandriolo, 2 051 m
- Monte Obante, 2 020 m
- Monte Verena, 2 015 m
- Monte Plische, 1 991 m
- Guglie del Fumante, 1 983 m
- Monte Zevola, 1 976 m
- Monte Zugna, 1 965 m
- Cima Tre Croci, 1 939 m
- Monte Lozze, 1 920 m

## Géologie
La roche la plus répandue dans le massif est la dolomie.

## Histoire
Les Alpes vicentines abritent le domaine linguistique cimbre, une langue germanique issue des nombreuses migrations de cette tribu en Europe avant l'ère chrétienne.
Le haut-plateau est célèbre aussi d'un point de vue historique pour ses fortifications, construites avant la Première Guerre mondiale pour défendre le territoire du Trentin et la ville de Trente en particulier.

## Activités

### Stations de sports d'hiver
- Arsiero
- Asiago
- Bosco Chiesanuova
- Folgaria
- Gallio
- Lavarone
- Roana
- Recoaro Terme

En dehors du ski alpin pratiqué dans tout le massif, le plateau des Sept-Communes offre un relief permettant la pratique du ski nordique avec environ 500 km de pistes.

### Randonnée
Le plateau offre aussi de nombreux chemins de randonnées panoramiques reliant les vallées au cœur du massif.